# الأنشطة العسكرية لحزب الله
حزب الله لديه فرع عسكري وهو راعي عدد من المجموعات الأقل شهرة وبعضها قد يكون أكثر من الجبهات لحزب الله نفسه. تشمل هذه المجموعات منظمة المظلومين ومنظمة العدالة الثورية ومنظمة الحق ضد الخطأ وأتباع النبي محمد.
دعا قرار مجلس الأمن التابع للأمم المتحدة رقم 1559 إلى نزع سلاح الميليشيات مع اتفاق الطائف في نهاية الحرب الأهلية اللبنانية. ندد حزب الله بالاتفاق واحتج على القرار. أدى النزاع العسكري مع إسرائيل عام 2006 إلى زيادة الجدل. لا يزال الإخفاق في نزع السلاح يشكل انتهاكا للقرار والاتفاق مع الحكومة الإسرائيلية. معظم الشيعة يعتبرون أن سلاح حزب الله عنصر ضروري ومبرر للمقاومة في حين أن أقل من نصف الطوائف الدينية الأخرى تدعم فكرة أن حزب الله يجب أن يحافظ على أسلحته بعد حرب لبنان عام 2006. الحكومة اللبنانية تحت قيادة الرئيس ميشال سليمان ورئيس الوزراء فؤاد السنيورة تنص على أن حزب الله يتمتع بحق "تحرير الأراضي المحتلة". في عام 2009 قال أحد قادة حزب الله (الذي طلب عدم الكشف عن هويته) بأن لدى الحزب صواريخ أكثر بكثير مما فعلنا في عام 2006".
ومنذ عام 2008، واصل حزب الله تعزيز قوته العسكرية وتوسيع نفوذه الإقليمي. وفي عام 2011، شارك في الحرب الأهلية السورية إلى جانب نظام بشار الأسد، مما وفر له خبرات قتالية إضافية وزاد من ترسانته، بما في ذلك صواريخ بعيدة المدى. وبعد هجمات 7 أكتوبر 2023، دخل حزب الله في مواجهة مباشرة مع إسرائيل دعماً لحماس، ما أدى إلى تصعيد عسكري غير مسبوق بلغ ذروته في سبتمبر 2024، حين تمكنت إسرائيل من اغتيال قيادات بارزة في الحزب وتدمير أجزاء كبيرة من بنيته الصاروخية. وفي نوفمبر 2024، فُرض وقف لإطلاق النار بوساطة دولية.
في أعقاب ذلك، ومع تشكيل حكومة لبنانية جديدة في 2025، برزت فرصة للضغط باتجاه نزع سلاح الحزب. بدأت الحكومة بإجراءات ميدانية، أبرزها نشر الجيش في الجنوب واستلام مواقع حزب الله، مع تفكيك نحو 90% من بنيته التحتية جنوب نهر الليطاني. وتزايدت الدعوات لدمج مقاتلي الحزب في الجيش، وسط ضغوط اقتصادية دولية وتصنيف لبنان ضمن "القائمة الرمادية" لمجموعة العمل المالي. وبحلول يوليو 2025، أعلن الرئيس اللبناني أن قرار حصر السلاح بيد الدولة أصبح نهائيًا ولا رجعة فيه.

## المقدمة
قوة قوات حزب الله متنازع عليها وتقدر على نحو مختلف بأنها عدة آلاف وعدة آلاف من المؤيدين وبضع مئات من العناصر الإرهابية. يقدر المعهد الدولي للدراسات الاستراتيجية قوات حزب الله ب 600-1000 مقاتل نشط (يتراوح عددهم بين 3000 و5000 و10000 احتياطي) و10000-15000 صاروخ من طراز الكاتيوشا والفجر 3 والفجر 5 و30 صاروخ من نوع زلزال. كما أفادت صحيفة هاآرتس أن حزب الله ليس مجموعة صغيرة من الميليشيات بل هو مشاة مدربة وماهرة ومنظمة تنظيما جيدا ومتحمسة للغاية ومجهزة بالأسلحة الحديثة من ترسانات سوريا وإيران وروسيا وجمهورية الصين الشعبية والتي هي على دراية جدا مع الإقليم الذي تقاتل فيه. كما أن لحزب الله علاقات عسكرية مع كوريا الشمالية التي تعود إلى عقد 1980.
يعتبر حزب الله العسكري الجماعة المسلحة الأكثر قدرة من دول أخرى في الشرق الأوسط. وفقا لمجموعة جين للمعلومات:
وفقا لكيفن سيمبسون من الاشتراكية اليوم:
تعززت قوة حزب الله من خلال إيفاد ألف إلى خمسة عشر ألف من أعضاء حرس الثورة الإسلامية والدعم المالي لإيران. أصبحت القوة السياسية العسكرية الرئيسية بين الطائفة الشيعية في لبنان والذراع الرئيسي لما أصبح يعرف لاحقا باسم المقاومة الإسلامية في لبنان.
لدى حزب الله فرع عسكري يعرف باسم المقاومة الإسلامية وهو الراعي المحتمل لعدد من الجماعات المسلحة الأقل شهرة التي قد يكون بعضها أكثر من جبهات لحزب الله نفسه بما في ذلك منظمة المناهضة للعدالة ومنظمة العدالة الثورية ومنظمة الحق ضد الخطأ وأتباع النبي محمد.
دعا قرار مجلس الأمن التابع للأمم المتحدة رقم 1559 إلى نزع سلاح الميليشيات مع اتفاق الطائف في نهاية الحرب الأهلية اللبنانية. ندد حزب الله بالاتفاق واحتج على القرار. أدى النزاع العسكري مع إسرائيل عام 2006 إلى زيادة الجدل. لا يزال الإخفاق في نزع السلاح يشكل انتهاكا للقرار والاتفاق مع الحكومة الإسرائيلية. معظم الشيعة يعتبرون أن سلاح حزب الله عنصر ضروري ومبرر للمقاومة في حين أن أقل من نصف الطوائف الدينية الأخرى تدعم فكرة أن حزب الله يجب أن يحافظ على أسلحته بعد حرب لبنان عام 2006. الحكومة اللبنانية تحت قيادة الرئيس ميشال سليمان ورئيس الوزراء فؤاد السنيورة تنص على أن حزب الله يتمتع بحق "تحرير الأراضي المحتلة". في عام 2009 قال أحد قادة حزب الله (الذي طلب عدم الكشف عن هويته) بأن لدى الحزب صواريخ أكثر بكثير مما فعلنا في عام 2006".

## التاريخ

### اتهامات بالعمليات الانتحارية وعمليات الاختطاف
اتهم حزب الله بارتكاب عدد من الهجمات والاختطاف. بين عامي 1982 و1986 في خضم الحرب الأهلية اللبنانية نفذت 36 عملية انتحارية في لبنان ضد أهداف أميركية وفرنسية ولبنانية وإسرائيلية من قبل 41 شخصا من ديانات مختلفة وأيديولوجيات سياسية مما أسفر عن مقتل 659 شخصا. اتهم حزب الله ببعض أو كل هذه الهجمات لكن المسؤولية متنازع عليها ونفى حزب الله تورطه في أي منها. شملت هذه الهجمات تفجير السفارة الأمريكية في أبريل 1983 ومحاولة تفجير طائرة إسرائيلية في بنما وتفجير ثكنة بيروت عام 1983 ومجموعة من الهجمات على قوات الجيش الإسرائيلي وميليشيات جيش لبنان الجنوبي في جنوب لبنان. شهدت الفترة أيضا اختطاف طائرة تي دبليو إيه الرحلة 847 وأزمة الرهائن في لبنان من 1982 إلى 1992.
خارج لبنان اتهم حزب الله بتفجير السفارة الإسرائيلية في بيونس آيرس عام 1992 وتفجير آميا عام 1994 لمركز ثقافي يهودي في الأرجنتين. إلا أن حزب الله أنكر مشاركته في عمليات خارج الأراضي اللبنانية والإسرائيلية قبل عام 2008.
وفقا للمجلس الأمريكي للعلاقات الخارجية «اتهمت سنغافورة حزب الله عام 2002 بتجنيد سنغافوريين في مؤامرة فاشلة في التسعينيات لمهاجمة السفن الأمريكية والإسرائيلية في مضيق سنغافورة».

### الصراع مع إسرائيل
لقد شارك حزب الله في العديد من حالات النزاع المسلح مع إسرائيل:
- خلال الصراع في جنوب لبنان (1982-2000) شن حزب الله حملة حرب عصابات ضد القوات الإسرائيلية التي تحتل جنوب لبنان. انتهى الأمر بالانسحاب الإسرائيلي وفقا لقرار مجلس الأمن التابع للأمم المتحدة رقم 425.[31] «مع انهيار حلفائها المفترضين جيش لبنان الجنوبي والتقدم السريع لقوات حزب الله انسحبوا فجأة في 24 مايو 2000 قبل ستة أسابيع من إعلان 7 يوليو».[32] قام حزب الله بعرض النصر وشعبيته في لبنان ارتفعت.[33]
- في 25 يوليو 1993 وفي أعقاب مقتل سبعة جنود إسرائيليين في جنوب لبنان شنت إسرائيل عملية تصفية الحساب التي نفذت خلالها قوات الجيش الإسرائيلي أعنف هجماتها المدفعية والهجمات الجوية على أهداف في جنوب لبنان منذ عام 1982 وكان الهدف المعلن للعملية هو القضاء على التهديد الذي يشكله حزب الله وإجبار السكان المدنيين شمالا على بيروت من أجل الضغط على الحكومة اللبنانية لقمع حزب الله. انتهى القتال عندما وافقت الأطراف المتحاربة على تفاهم غير مكتوب. يبدو أن تفاهم عام 1993 ينص على أن مقاتلي حزب الله لن يطلقوا صواريخ على شمال إسرائيل في حين أن إسرائيل لن تهاجم المدنيين أو أهداف مدنية في لبنان.[34]
- في أبريل 1996 شنت القوات المسلحة الإسرائيلية عملية عناقيد الغضب التي كان القصد منها القضاء على قاعدة حزب الله في جنوب لبنان. قتل أكثر من 100 لاجئ لبناني جراء قصف قاعدة الأمم المتحدة في قانا في ما قاله الجيش الإسرائيلي بأنه خطأ.[35] أخيرا وبعد عدة أيام من المفاوضات وقع الجانبان على تفاهمات عناقيد الغضب في 26 أبريل 1996. اتفق الطرفان على وقف إطلاق النار بين إسرائيل وحزب الله الذي سيصبح نافذا في 27 أبريل 1996. اتفق الجانبان على أنه لا ينبغي للمدنيين وهو ما يعني أن حزب الله سيسمح له بمواصلة أنشطته العسكرية ضد قوات الجيش الإسرائيلي داخل لبنان.[36][37]
- في 7 أكتوبر 2000 اختطف حزب الله ثلاثة جنود إسرائيليين وهم آدي أفيتان ورئيس الرقباء بنيامين أفراهام ورئيس الرقباء عمر سويدوير أثناء قيامهم بدوريات على الجانب الإسرائيلي من الحدود الإسرائيلية اللبنانية.[38] قتل الجنود إما أثناء الهجوم أو في أعقابه مباشرة.[39][40] لكن وزير الدفاع شائول موفاز ادعى أن حزب الله اختطف الجنود ثم قتلهم.[41][42] تم تبادل جثث الجنود القتلى مقابل سجناء لبنانيين في عام 2004.[43]

### حرب لبنان 2006
- أدت رغبة حزب الله في مقايضة الأسرى الإسرائيليين مع إسرائيل إلى عملية الوعد الصادق مما أدى إلى حرب لبنان 2006.[44]
- كانت حرب لبنان 2006 حربا عسكرية استمرت 34 يوما في لبنان وشمال إسرائيل. كانت الأطراف الرئيسية هي قوات حزب الله شبه العسكرية والجيش الإسرائيلي. بدأ النزاع في 12 يوليو 2006 واستمر حتى بدأ نفاذ وقف إطلاق النار بوساطة من الأمم المتحدة في 14 أغسطس 2006. كان حزب الله مسؤولا عن آلاف الهجمات الصاروخية التي شنتها عبر الكاتيوشا على المدن الإسرائيلية في شمال إسرائيل وقتلت إسرائيل المدنيين واستهدفت البنية التحتية اللبنانية.[45] بدأ الصراع عندما أطلق مسلحو حزب الله صواريخ على بلدات حدودية إسرائيلية كتحويل لهجوم صاروخي مضاد للدبابات على دوريتي هامفي على الجانب الإسرائيلي من السياج الحدودي مما أسفر عن مقتل ثلاثة وإصابة اثنين وأسر جنديين إسرائيليين.[46] بحسب صحيفة الغارديان: «في القتال قتل 1200 لبناني و158 إسرائيليا ومن بين القتلى ما يقرب من 1000 لبناني و41 إسرائيليا كانوا من المدنيين».[47]

### مؤامرة مصر 2009
أدت مزاعم مؤامرة لمهاجمة مواقع في مصر في عام 2009 إلى توتر بين الحكومة المصرية وحزب الله.

### الحرب الأهلية السورية
كان حزب الله منذ فترة طويلة حليف لحكومة البعث في سوريا بقيادة عائلة الأسد. يزعم أن حزب الله ساعد الحكومة السورية في معركتها ضد المتمردين خلال الحرب الأهلية السورية. في أغسطس 2012 فرضت الولايات المتحدة على حزب الله دوره المزعوم في الحرب. نفى الأمين العام حسن نصر الله أن حزب الله كان يقاتل نيابة عن الحكومة السورية مشيرا في خطاب ألقاه في 12 أكتوبر 2012 إلى أن المعارضة السورية كانت منذ البداية تخبر وسائل الإعلام بأن حزب الله أرسل 3000 مقاتل إلى سوريا وهو ما نفته. لكن وفقا لصحيفة ذا ديلي ستار اللبنانية نصر الله قال في نفس الخطاب أن مقاتلي حزب الله ساعدوا الحكومة السورية على السيطرة على نحو 23 قرية تقع في موقع استراتيجي [في سوريا] يسكنها الشيعة من الجنسية اللبنانية. قال نصر الله أن مقاتلي حزب الله ماتوا في سوريا في واجباتهم الجهادية.
في عام 2012 عبر مقاتلو حزب الله الحدود من لبنان واستولوا على ثماني قرى في منطقة القصير في سوريا. في 16-17 فبراير 2013 زعمت جماعات المعارضة السورية أن حزب الله المدعوم من الجيش السوري هاجم ثلاث قرى سنية مجاورة يسيطر عليها الجيش السوري الحر. قال متحدث باسم الجيش السوري الحر «أن غزو حزب الله هو الأول من نوعه من حيث التنظيم والتخطيط والتنسيق مع القوات الجوية للنظام السوري». قال حزب الله أن ثلاثة من الشيعة اللبنانيين «يتصرفون دفاعا عن النفس» قتلوا في الاشتباكات مع الجيش السوري الحر. قالت مصادر أمنية لبنانية أن الثلاثة كانوا من أعضاء حزب الله. ردا على ذلك يزعم أن الجيش الحر هاجم موقعين لحزب الله في 21 فبراير الأول في سوريا والآخر في لبنان. بعد خمسة أيام قالت أنها دمرت قافلة تقل مقاتلي حزب الله وموظفين سوريين إلى لبنان مما أدى إلى مقتل جميع الركاب. دعا قادة تحالف 14 آذار وغيره من الشخصيات اللبنانية البارزة حزب الله إلى إنهاء تورطه في سوريا وقال أنه يعرض لبنان للخطر. قال صبحي الطفيلي زعيم حزب الله السابق: «لا ينبغي لحزب الله الدفاع عن النظام الإجرامي الذي يقتل شعبه الذي لم يطلق النار دفاعا عن الفلسطينيين». قال أن «مقاتلي حزب الله الذين يقتلون الأطفال ويرهبون الناس ويدمرون المنازل في سوريا سيذهبون إلى الجحيم». كما دعا التجمع القنصلي وهو مجموعة من الزعماء الشيعة والسنة في قضاء بعلبك وقضاء الهرمل حزب الله إلى عدم «التدخل» في سوريا. قالوا أن «فتح جبهة ضد الشعب السوري وسحب لبنان للحرب مع الشعب السوري أمر خطير جدا وسيكون له أثر سلبي على العلاقات بين البلدين». كما دعا وليد جنبلاط زعيم الحزب التقدمي الاشتراكي حزب الله إلى إنهاء تورطه وادعى أن «حزب الله يقاتل داخل سوريا بأوامر من إيران».
وفقًا للولايات المتحدة يحافظ حزب الله وفيلق القدس التابع للحرس الثوري الإيراني على قوات الدفاع الوطني الموالية للحكومة وكلاهما يوفر لها المال والأسلحة والتدريب والمشورة.

## القوة المسلحة

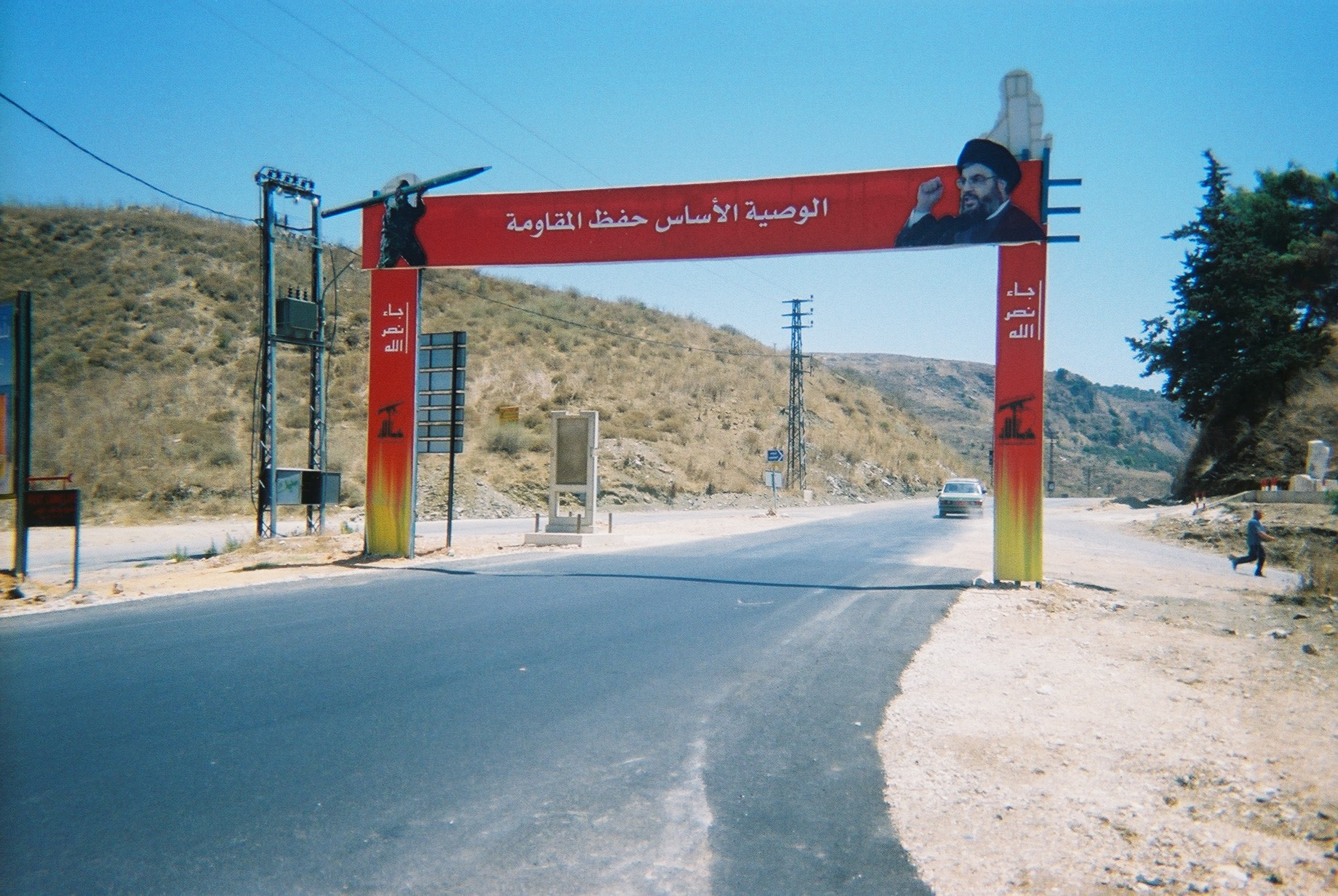
لافتة تذكارية لحزب الله في جنوب لبنان.

لم يكشف حزب الله عن قوته المسلحة. قدر مصطفى علاني مدير الأمن في مركز الخليج للأبحاث في دبي أن القوة العسكرية لحزب الله تتكون من حوالي 1000 عضو بدوام كامل بالإضافة إلى 6,000-10,000 متطوع.
يملك حزب الله صاروخ كاتيوشا-122 الذي يبلغ مداه 29 كيلومتر (18 ميل) ويحمل رأسا حربيا يبلغ وزنه 15 كيلوغرام (33 رطل). كما يمتلك حزب الله حوالي 100 صاروخ بعيد المدى إيرانية الصنع تشمل الفجر 3 والفجر -5 التي يبلغ طولها 75 كيلومتر (47 ميل) مما يمكنها من ضرب ميناء حيفا الإسرائيلي وزلزال-1 الذي يقدر بحوالي 150 كيلومتر (93 ميل) والتي يمكن أن تصل إلى تل أبيب. تصل صواريخ الفجر -3 إلى 40 كيلومتر (25 ميل) ورأسا حربيا يبلغ وزنه 45 كيلوغرام (99 رطل) كما أن صواريخ الفجر-5 التي تمتد إلى 72 كيلومتر (45 ميل) تحمل أيضا 45 كيلوغراما (99 رطل).
وفقا لتقارير مختلفة فإن حزب الله مسلح بصواريخ موجهة مضادة للدبابات روسية الصنع وهي أت-3 ساغر وأت-4 سبيغوت وأت-5 سباندريل وأت-13 ساكسورن-2 ميتيس-م وأت-14 سبريغان كورنيت والإيراني الصنع رعد (نسخة أت-3 ساغر) وتوسان (نسخة من أت-5 سباندريل) وطوفان (نسخة من بغم-71 تو) وميلان الأوروبية الصنع. استخدمت هذه الأسلحة ضد جنود الجيش الإسرائيلي مما تسبب في العديد من القتلى خلال حرب لبنان عام 2006. كما تم استخدام عدد صغير من سايغ-2س (نسخة إيرانية الصنع من م47 دراغون) في الحرب.
للدفاع الجوي يمتلك حزب الله أسلحة مضادة للطائرات تشمل مدفعية زو-23 وصاروخ أرض-جو (سا-7) وصاروخ أرض-جو (سام-18) المحمولة على الكتف. من أكثر الأسلحة فعالية التي نشرها حزب الله الصواريخ المضادة للسفن من طراز سي-701.
خلال حرب لبنان عام 2006 أطلق حزب الله 3,970 صاروخا على شمال إسرائيل خلال شهر مما أسفر عن مقتل 43 مدني إسرائيلي. ذكر مسؤولو حزب الله أن أسلحة الجماعة قد تعافت تماما من الحرب السابقة خلال تجمع «الانتصار الإلهي» الذي عقد بعد فترة وجيزة من وقف إطلاق النار حيث أعلن الأمين العام لحزب الله السيد حسن نصر الله أن المجموعة لديها «أكثر من 20 ألف صاروخ متاح». كما تحدث في وقت لاحق من الحرب قائلا «تل أبيب أو في أي مكان آخر كنا واثقين من أننا يمكن أن تصل إلى أي زاوية أو بقعة في فلسطين المحتلة والآن نحن على يقين من أننا يمكننا الوصول إليها». كما أشار نصر الله إلى أن قوة حزب الله الصاروخية أصبحت أقوى في الأشهر التي أعقبت حرب لبنان عام 2006 مما كانت عليه خلال الحرب نفسها. وزير الدفاع الإسرائيلي إيهود باراك خلال تمارين الجيش الإسرائيلي المدرعة في مرتفعات الجولان أن «حزب الله قد اكتسب قوة كبيرة في العامين الماضيين.. نحن نتابع عن كثب انتهاكا محتملا [قرار مجلس الأمن 1701] الناجم عن نقل أنظمة الأسلحة المتقدمة من سوريا إلى حزب الله وقد تم القيام بالأعمال التحضيرية اللازمة وفي ما يتعلق بجميع الباقين - أنا دائما أفضل عدم التحدث بدلا من اتخاذ إجراء عندما يحين الوقت». في 10 أغسطس 2008 أفيد بأن العميد السوري محمد سليمان يزود حزب الله بمعدات صواريخ سام-8 المتقدمة للدفاع الجوي. في 6 أكتوبر 2012 أسقطت القوات الجوية الإسرائيلية بالقرب من ياتير فوريست طائرة بدون طيار يدعى أنها لحزب الله من لبنان.

## قدرات الاستخبارات
وفقا لمصادر إسرائيلية وأمريكية فإن حزب الله لديه ثلاث وحدات مكلفة بعمليات الاستخبارات.
وحدة واحدة مسؤولة عن الأنشطة الاستخباراتية ضد إسرائيل وذلك أساسا عن طريق تجنيد وتشغيل وكلاء من أجل جمع المعلومات حول القواعد العسكرية الإسرائيلية وغيرها من الأهداف المحتملة. يزعم أن هذه الوحدة تجمع أيضا معلومات باسم إيران ومن المعروف أيضا أنها تقوم بعمليات سيجينت ضد اتصالات الجيش الإسرائيلي.
وفقا لمايكل آيزنشتات من معهد واشنطن لسياسة الشرق الأدنى فإن حزب الله لديه أيضا وحدة تسمى الوحدة 1800 التي تساعد الفلسطينيين الذين يشاركون في عملياتهم من خلال توفير التمويل والتوجيه والأسلحة وتعليمات بناء القنابل.
من غير المعروف ما هي وحدة الاستخبارات الثالثة.

## سياسة الاستهداف
بعد أحداث 11 سبتمبر 2001 أدان حزب الله القاعدة لاستهداف مركز التجارة العالمي المدني لكنه ظل صامتا على الهجوم على البنتاغون لا يحبذ ولا يعارض هذا الفعل. في مقابلة مع صحيفة واشنطن بوست في عام 2006 أدان الأمين العام لحزب الله حسن نصر الله العنف ضد المدنيين الأمريكيين قائلا: «هناك سائحون أمريكيون أو مفكرون أو أطباء أو أساتذة لا علاقة لهم بهذه الحرب وهم أبرياء وإن كانوا أمريكان ومن المحظور ومن غير المقبول أن يضر بهم».
في يونيو 2002 بعد وقت قصير من قيام الحكومة الإسرائيلية بعملية الدرع الواقي ألقى نصر الله كلمة دافع فيها عن العمليات الانتحارية التي قام بها أفراد من الجماعات الفلسطينية من أجل «خلق الردع والمساواة في الخوف». قال نصر الله أنه «في فلسطين المحتلة لا يوجد فرق بين جندي ومدني لأنهم جميعا غزاة ومحتلون ومغتصبون للأرض». لم يشارك حزب الله في أي تفجير انتحاري منذ انسحاب إسرائيل من لبنان.
كما ندد حزب الله بمذابح الجماعة الإسلامية المسلحة في الجزائر وهجوم الجماعة الإسلامية الجماعي على السياح في مصر وقتل نك بيرغ.

## نزع السلاح
دعا قرار مجلس الأمن الدولي رقم 1559 إلى نزع سلاح الميليشيا مع اتفاق الطائف في نهاية الحرب الأهلية اللبنانية. ندد حزب الله بهذا القرار واحتج عليه. رفضه نزع سلاحه بعد الصراع مع إسرائيل في 2006 أصبح مثيرا للجدل. لا يزال البعض يعتبره انتهاكا للقرار والاتفاق ويعتبر آخرون الآن عنصر ضروري ومبرر للمقاومة. الموقف الرسمي للحكومة اللبنانية غير واضح مع تصريحات متضاربة. نقلت صحيفة كوريير ديلا سيرا الإيطالية عن رئيس الوزراء السنيورة قوله أن "حزب الله قد خلق دولة داخل دولة" مضيفا أنه: "يجب على العالم أجمع أن يساعدنا في نزع سلاح حزب الله ولكن علينا أولا أن نصل إلى وقف لإطلاق النار" وفقا لما جاء في مقال فوربس نفى سنيورة في وقت لاحق هذه التصريحات قائلا: "إن استمرار وجود الاحتلال الإسرائيلي للأراضي اللبنانية في منطقة مزارع شبعا هو ما يسهم في وجود أسلحة حزب الله. يجب على المجتمع الدولي مساعدتنا في (الحصول على) الانسحاب الإسرائيلي من مزارع شبعا حتى نتمكن من حل مشكلة أسلحة حزب الله". ندد حزب الله بالتصريح. قال نجيب ميقاتي رئيس وزراء لبنان السابق: "في مصطلحاتنا ليس حزب الله ميليشيا بل هو مقاومة ونعتقد أن هناك فرقا بين المقاومة والميليشيات". تحدث بطرس حرب وهو مشرع لبناني عن فشل نزع سلاح حزب الله قائلا: "لا يمكن أن يكون لدينا جيش غير قانوني في قلب دولتنا ويجب أن تحتفظ الحكومة اللبنانية بجميع الأسلحة".
في 5 أغسطس 2006 قال رئيس وزراء لبنان أن «استمرار وجود الاحتلال الإسرائيلي للأراضي اللبنانية في منطقة مزارع شبعا هو ما يسهم في وجود أسلحة حزب الله ويجب على المجتمع الدولي مساعدتنا في الحصول على انسحاب إسرائيلي من مزارع شبعا حتى نتمكن من حل مشكلة أسلحة حزب الله».
أدت محاولة الحكومة اللبنانية لنزع سلاح حزب الله إلى موجة جديدة من العنف في لبنان في العقد الأول من مايو 2008. أدى المسلحون المنتمون إلى حزب الله وحلفاؤه إلى إغلاق مطار بيروت وشوارع المدينة الرئيسية مما أدى إلى شل الحياة في العاصمة. في 8 مايو 2008 اندلعت معارك مسلحة بين مؤيدي حزب الله والموالين للحكومة في حين دعا زعيم المنظمة قرار الحكومة بأنه «إعلان حرب». حزب الله سيطر على بيروت الغربية وبعد طرد الميليشيات الموالية للحكومة من المدينة ومن تسليمه إلى الجيش اللبناني حاولوا في وقت لاحق أيضا تطهير جبل لبنان من القوات الموالية للحكومة لكنه فشل بسبب المقاومة الشديدة خاصة من المسلحين المؤيدين للحزب التقدمي الاشتراكي.

### أكتوبر 2023 فصاعدًا
بعد هجمات 7 أكتوبر 2023، دخل حزب الله في مواجهة مباشرة مع إسرائيل دعماً لحماس، ما أدى إلى تصعيد عسكري غير مسبوق بلغ ذروته في سبتمبر 2024، حين تمكنت إسرائيل من اغتيال قيادات بارزة في الحزب وتدمير أجزاء كبيرة من بنيته الصاروخية. وفي نوفمبر 2024، فُرض وقف لإطلاق النار بوساطة دولية.
في أعقاب تلك الحرب، تزايدت الضغوط الاقتصادية الدولية بما في ذلك تصنيف لبنان ضمن "القائمة الرمادية" لمجموعة العمل المالي. ومع تشكيل حكومة لبنانية جديدة في 2025، برزت فرصة للضغط باتجاه نزع سلاح الحزب. بدأت الحكومة بإجراءات ميدانية، أبرزها نشر الجيش في الجنوب واستلام مواقع حزب الله، مع تفكيك نحو 90% من بنيته التحتية جنوب نهر الليطاني. وبحلول يوليو 2025، أعلن الرئيس اللبناني أن قرار حصر السلاح بيد الدولة أصبح نهائيًا ولا رجعة فيه.
ويرى الخبراء أن تمسّك الحزب بسلاحه لم يعد ذا جدوى عسكرية، بل رمزية سياسية. انتقل سلاح الردع من كونه مصدر قوة إلى عبء استراتيجي، في ظل تغيّر موازين القوى والتقدم التكنولوجي الإسرائيلي، ما يضع الحزب أمام مفترق طرق استراتيجي داخليًا وخارجيًا.

## الروابط الخارجية
- المنطق الأخلاقي لحزب الله من قبل مارتن كرامر.
- حزب الله: حساب الجهاد من قبل مارتن كرامر.
- حرب الظل لحزب الله من قبل مجلس العلاقات الخارجية
- لماذا حزب الله على قائمة الإرهاب؟ - ومن لا يجب أن يكون؟